# Грузька балка (пам'ятка природи)
Грузька балка — ботанічна пам'ятка природи місцевого значення. Об'єкт розташований на території Новоукраїнського району Кіровоградської області.
Площа — 53,47 га, статус отриманий у 2012 році.